# 保时捷964
保時捷964是保時捷內部對於1989年到1993年生產的911的稱呼。它是早期911歷代相當重大的改變，它改了更流線的保險桿，而不只在外觀，底盤結構也重新設計了，後輪捨棄了以往的扭力桿結構，而是由調校空間更大的獨立式半拖曳臂取代。引擎方面保時捷為964準備了一顆型號為"M64"3.6L的B6引擎，壓縮比提升到11.3，NA的M64/01最大馬力可以到250hp，也是首度可選配自動排檔變速箱的911。在車尾採用了電動升降式尾翼，再加上車底全面平整化使空力性能全面提升，風阻係數降為0.32。不過它依然還是"911"。第一次發表的964是採用31：69固定比四輪驅動的Carrera 4，後輪驅動車款稱為 Carrera 2。

## 歷代沿革

### Carrera 2 / 4

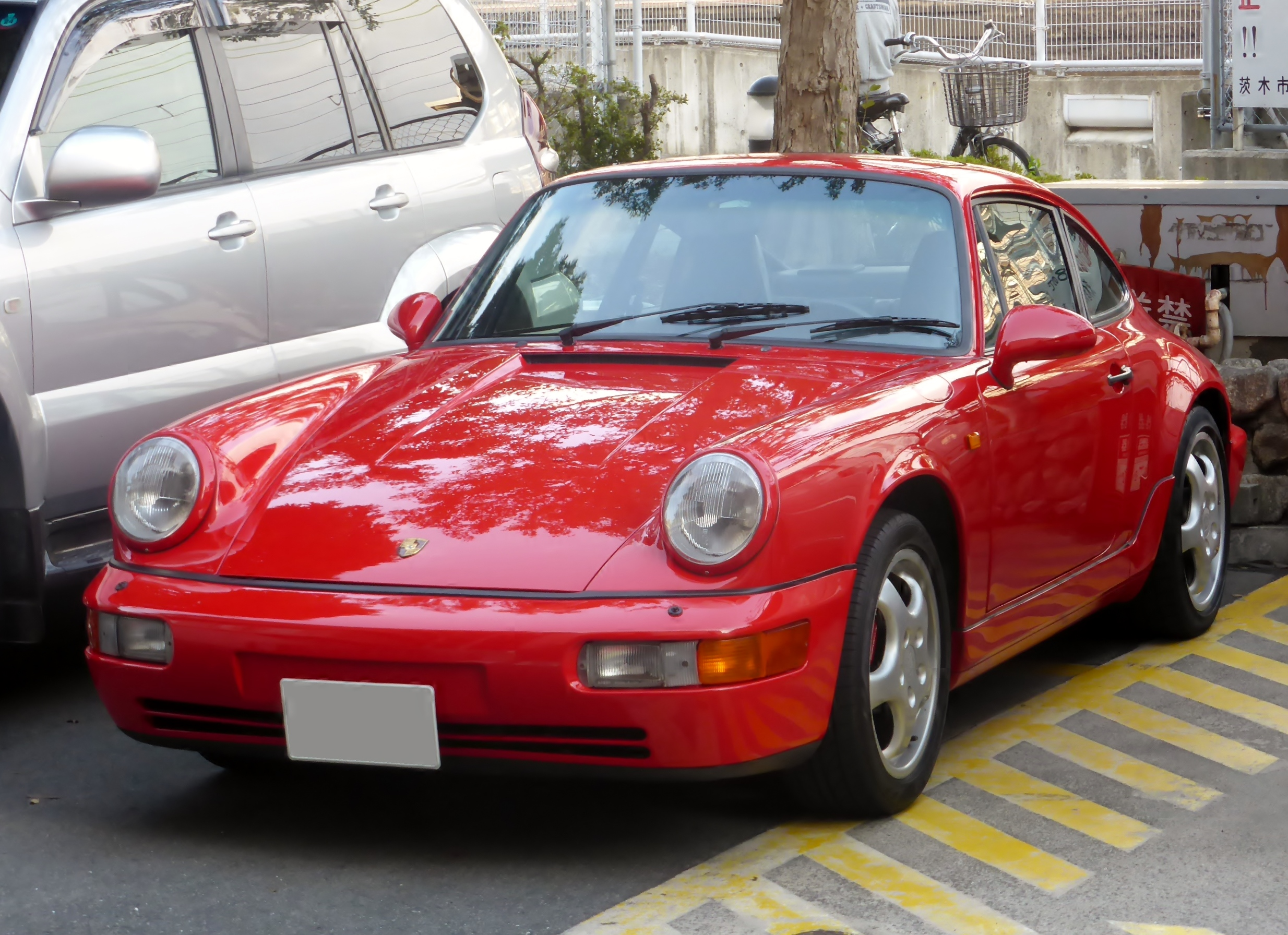
Porsche 964 Carrera 2

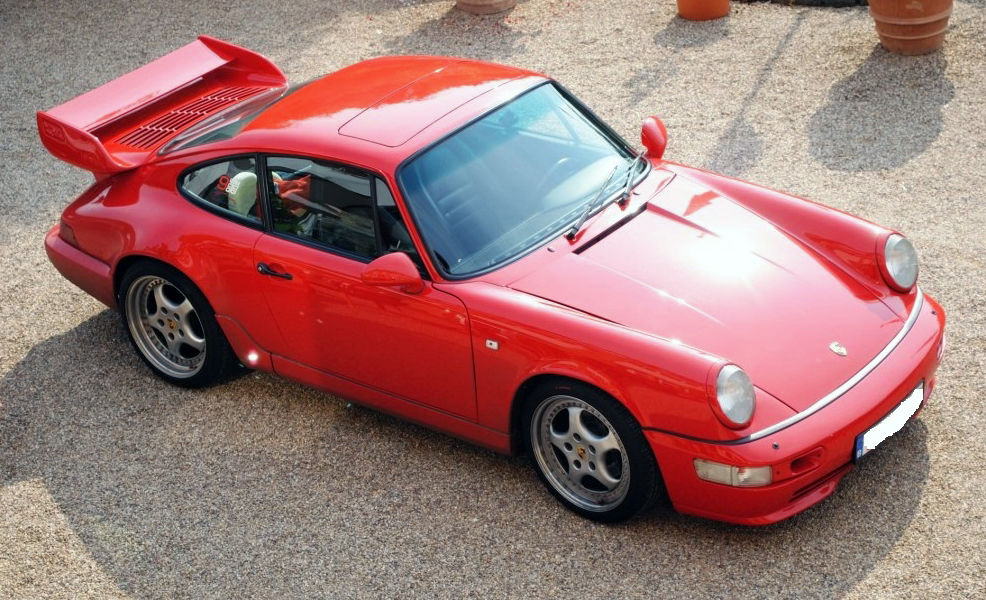
Carrera RS

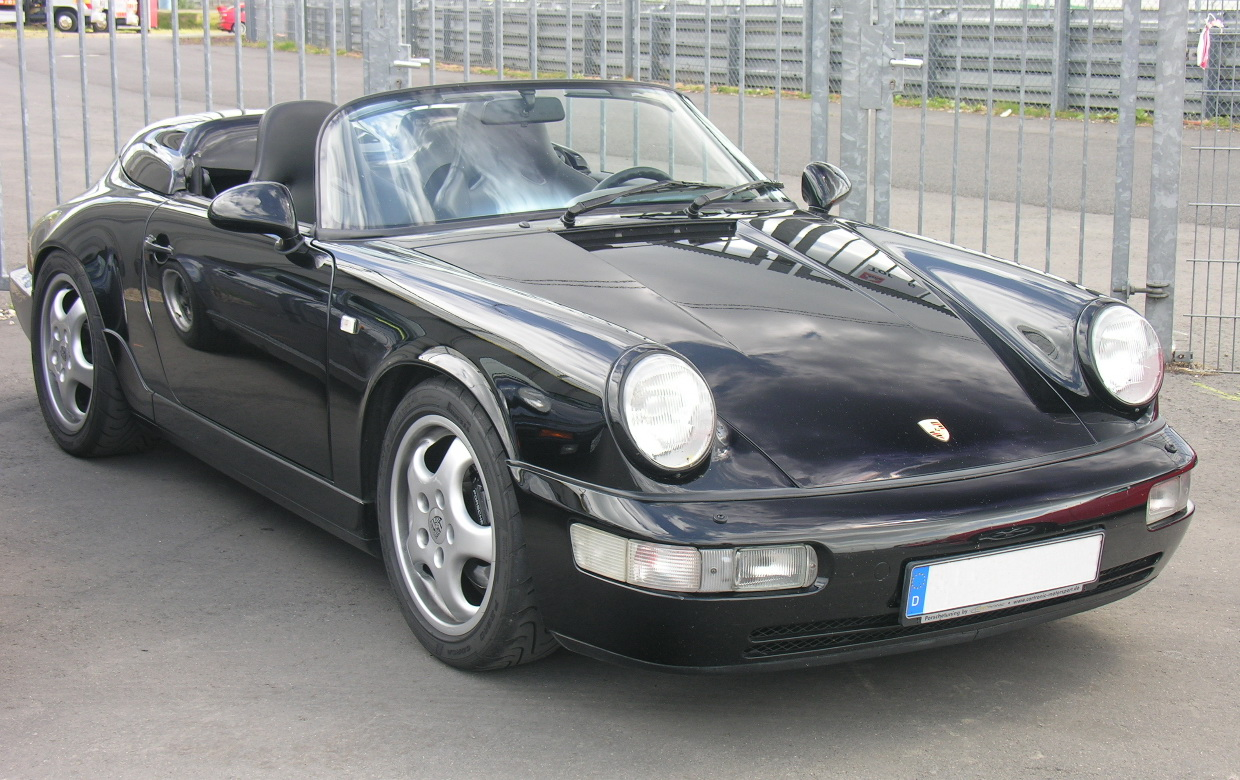
Speedster

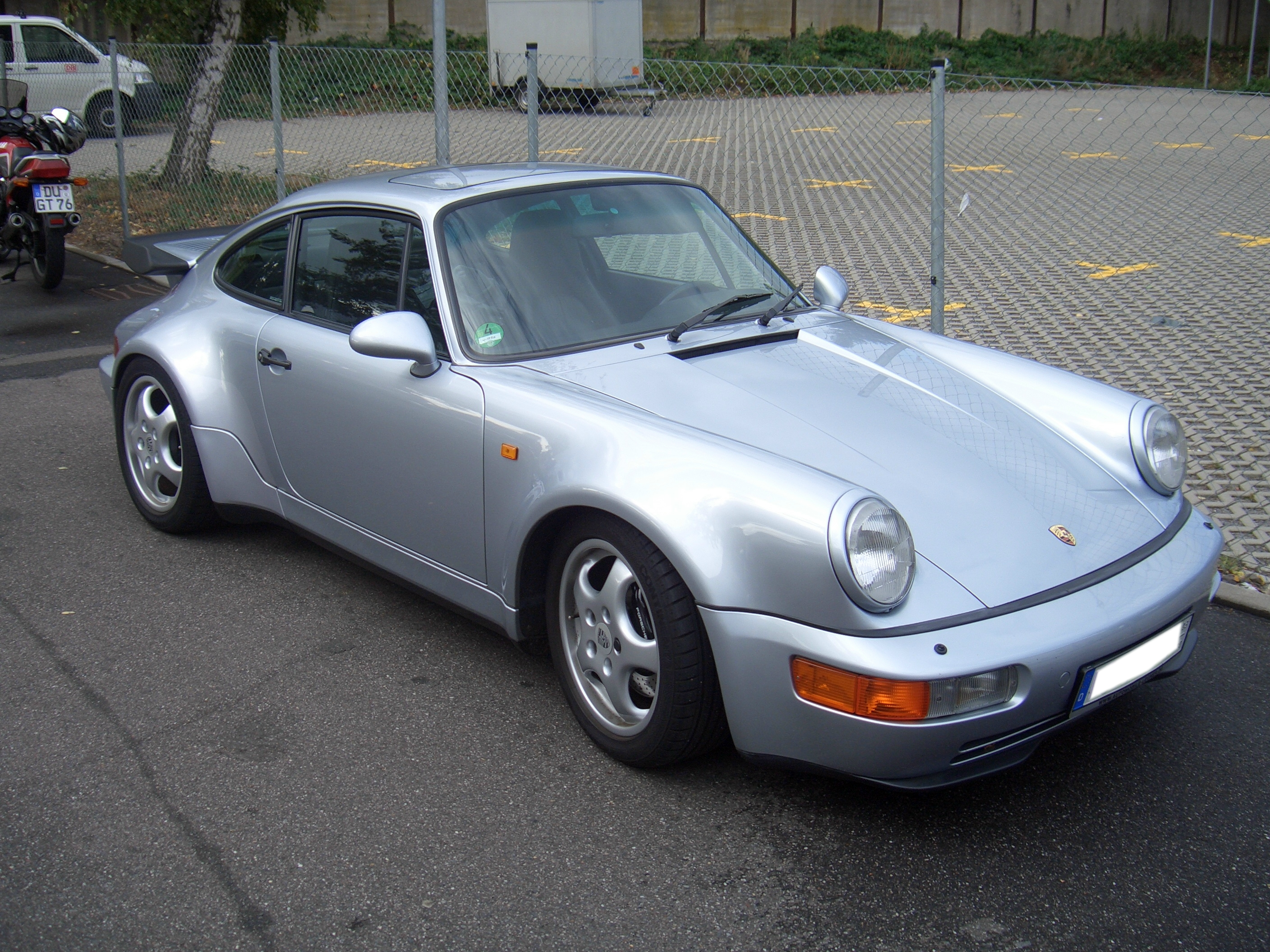
Porsche 964 Turbo

第一部964是1989年面世，使用了AWD的Carrera 4，採用四輪驅動可以改善911後置引擎後輪驅動容易甩尾，過彎較易失控的缺點。1990年保時捷才增加了後置引擎後輪驅動的Carrera 2（除5速手排之外可選配引擎相同但使用Tiptronic 4速手自排得M64/02引擎，使911比過去更平易近人）。然後保時捷又運用Carrera 2 與Carrera 4 衍生出coupe、 Targa 與 Cabriolet 車型。Carrera 2 與Carrera 4 雖然驅動方式不同，不過都是採用編號M64/01的自然進氣B6引擎。

### Carrera RS
1992年保時捷為歐洲市場發表了一個超輕量化、後輪驅動、限量2051部，名為Carrera RS的車款。RS的基礎主要來自於保時捷"Carrera Cup"的賽車，並且參考過去的 2.7 、 3.0 RS 與 RSR 。經過左右門板的鋁合金化，內裝省略了後座椅、空調、電動窗、電動後視鏡等配備，再裝兩張Recaro的賽車桶椅，車重成功的減輕至1230 kg。引擎使用經過重新設定並且改用輕量化飛輪、強化離合器的M64/03，動力小漲10匹，重點是反應更加靈敏。底盤的更動相當的大，減震筒和彈簧是特殊設定，前後上座採用鋁合金魚眼構造，車高降低了40mm。使用了前7.5J後9J的鎂合金輪框減輕簧下荷重。
儘管RS在當時的車壇上已經算是相當硬派的跑車了，不過為了投入當時的GT賽事，保時捷又推出了一款限量並使用M64擴缸為3746cc的M64/04引擎，搭配965車體（Turbo-Look）的RS 3.8。

### Carrera Speedster
Carrera Speedster這台帥氣的軟頂敞篷跑車於1992年再次現身。以Carrera 2為基礎的Speedster有標準及輕量化兩種版本。不過遺憾的是，964 Speedster並沒有像上一代的911 Speedster一樣提供"Turbo-Look"的寬車體版本可以選購。結果964 Speedster的銷售量並不理想，比起前輩911 Speedster賣了2050輛，964 Speedster只賣了一半不到的925輛（911 Speedster賣出的2050輛中，有1984輛是Turbo-Look）。不過964 Speedster還是有稀有的20輛Turbo-Look接受特別訂單製造，悄悄的上路了。

### Turbo
保時捷在1991年推出了964 Turbo（964 Turbo也被稱為965）來接替上一代的911 Turbo（930）不過當時他們並沒有足夠的時間研發3.6L的渦輪增壓版本M64，所以他們退而求其次沿用了3.3L的930引擎重新調校。調校後的引擎代號是M30/69，它不只馬力提升了，輸出也更加平順，而使930如同野馬一般難以馴服的元兇之ㄧ：渦輪遲滯也減輕不少。
後來在1994年推出了使用M64引擎發展的渦輪增壓引擎—M64/50的Turbo 3.6，只生產了一年，總共製造了1437 輛。

### Turbo S
而同樣在1994年，限量120部的Turbo 
S也同時發表了，動力採用了M30/69經過特別調校的引擎M30/69"SL"，馬力達964 Turbo家族裡最大的381hp，有Turbo 
3.6與Flatnose兩種車體可以選擇